# Nuncarga
Nuncarga es un pequeño pueblo del término municipal de Peramola, se encuentra a 500 m de altitud, en el sector meridional del término, a la derecha del río Segre y a la izquierda del torrente Salat.
Es una pueblo típicamente agrícola y ganadero. La Fiesta Mayor se celebra el segundo fin de semana de septiembre.

## La iglesia

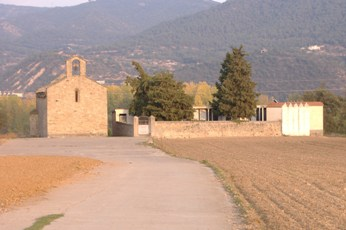
Santa Llúcia

La iglesia de Nuncarga tiene como patrona Santa Lucía. Esta aparece documentada por primera vez en 1279. Ha sido bajo diversas advocaciones como Nostra Senyora del Roser, Santa Maria del Pla y finalmente Santa Lucía. Es un edificio de una sola nave, cubierta con bóveda de cañón, de sección semicircular y reforzada por dos arcos torales, y con la cabecera trebolada a levante. En 1940 se derrumbó el campanario de espadaña de dos ojos, junto con la rectoría, los dos edificios formaban un conjunto monumental, más tarde se construyó un campanario de espadaña de un solo ojo, situado a poniente. La puerta se abre en la fachada sur, con un arco adintelado. Actualmente está en buen estado y se celebra misa cada fin de semana.
- Datos: Q4892391
- Multimedia: Nuncarga / Q4892391